# Lars Bill Lundholm
Lars Bill Lundholm (født 15. september 1948 i Enskede, Stockholm) er en svensk forfatter.
Lundholm er mest kendt for at have skrevet og instrueret Tv-serien Skærgårdsdoktoren, som før 2011, har været sendt to gange på dansk Tv på henholdsvis DR1 og TV2.
Derudover er Lars Bill Lundholm blevet meget kendt for sin krimiromanserie på fire bøger om den haltende kriminalkommisær Axel Hake.

## Film og Tv-serier af Lars Bill Lundholm
- 1997 – Skærgårdsdoktoren
- 1996 – Zonen
- 1993 – Blueprint
- 1990 – Apelsinmannen
- 1987 – Träff i helfigur
- 1987 – Lysande landning
- 1987 – I dag röd
- 1987 – Hästens öga
- 1983 – Andra dansen